# 劉忠 (弘治舉人)
劉忠（15世紀—16世紀），字良臣，湖廣荊州府監利縣人，明朝政治人物。

## 生平
劉忠以文學著名，是弘治八年（1498年）乙卯科湖廣鄉試舉人，授資縣知縣，很快辭官歸隱，他擅長詩歌，著有《國坡集》，當時寧王朱宸濠曾招攬他，他繪製《採樵圖》回答，題曰：「婦囑夫兮夫轉聽，採樵須放擔頭輕，昨宵雨過蒼苔濕，莫向陰巖險處行。」後來朱宸濠果然事敗。

## 引用
1. 1 2  同治《監利縣志·卷十·人物志》：劉忠，字良臣，以文學著稱，中宏治乙卯鄉試，任四川資縣知縣，未幾歸隱，長於詩，著有《國坡集》，時寧藩聘不往，繪《採樵圖》答之，題曰：「婦囑夫兮夫轉聽，採樵須放擔頭輕，昨宵雨過蒼苔濕，莫向陰巖險處行。」果敗。 舊縣志、《柳亭詩話》以此詩為婁妃作，誤